# Multioppia rangifera
Multioppia rangifera är en kvalsterart som beskrevs av Ivan och Vasiliu 1999. Multioppia rangifera ingår i släktet Multioppia och familjen Oppiidae. Inga underarter finns listade i Catalogue of Life.